# O pravé mariánské úctě

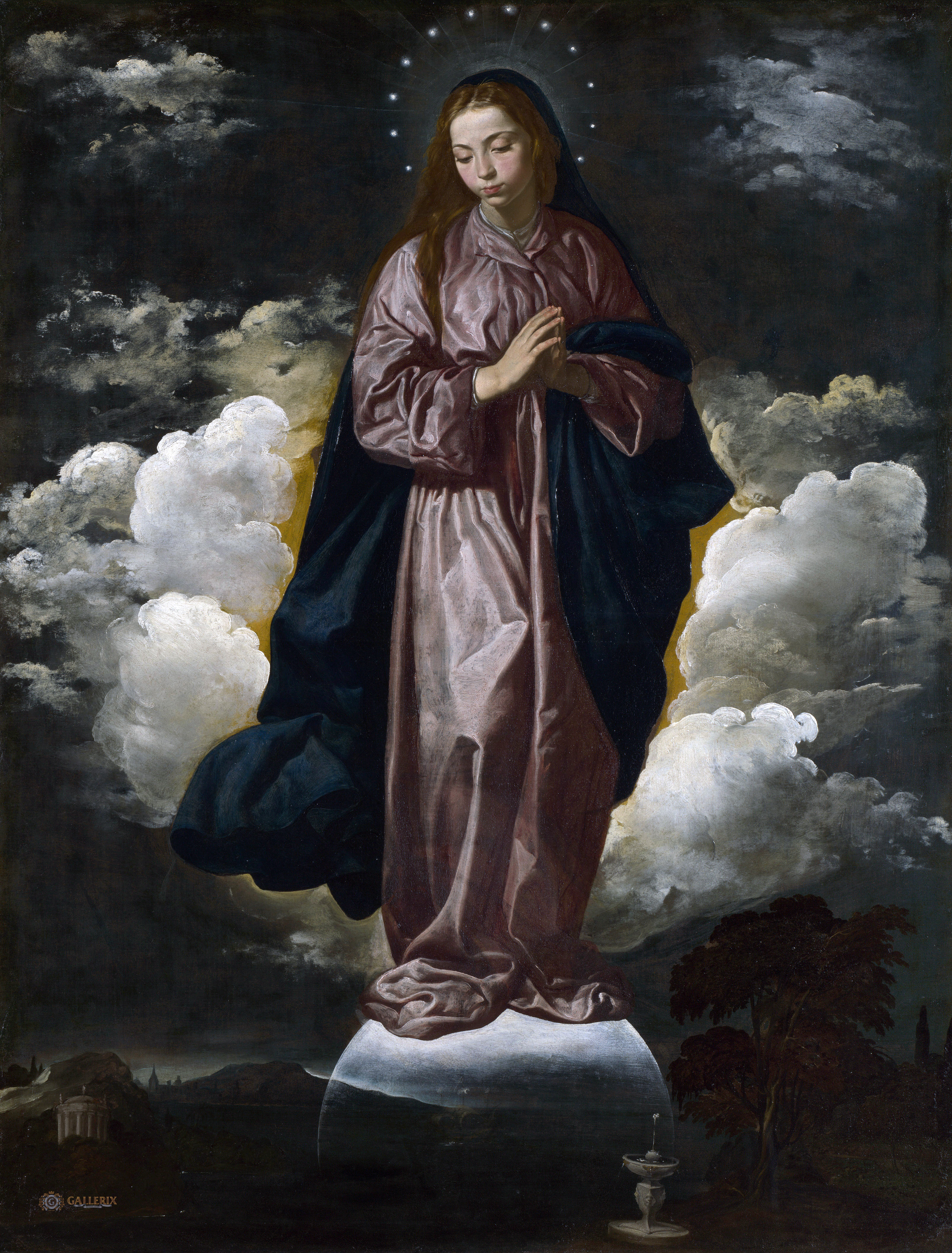
Diego Velázquez: Neposkvrněné Početí

O pravé mariánské úctě (francouzsky Traité de la vraie dévotion à la Sainte Vierge, ostatní české názvy viz níže) je stěžejní dílo francouzského kněze sv. Ludvíka z Montfortu, zabývající se nezbytností a správnou formou úcty k Panně Marii v rámci katolicismu. Sv. Ludvík vychází především z mariologie sv. Bernarda z Clairvaux a sv. Bonaventury.

## Okolnosti vzniku a význam
Kniha, která zřejmě vznikla kolem roku 1712, byla nalezena ve světcově pozůstalosti a poprvé vyšla v roce 1842, více než sto dvacet let po autorově smrti, brzy si však získala velký vliv. Spisu si velice cenil papež sv. Pius X., který ho mnohokrát cituje v encyklice Ad diem illum a který udělil všem čtenářům knihy apoštolské požehnání. Dílem byl hluboce ovlivněn také Jan Pavel II., který považoval četbu této knihy za „obrat ve svém životě“ a vychází z ní ve své mariánské encyklice Redemptoris Mater. I motto Jana Pavla II., totus tuus (celý tvůj), pochází z krátké verze zásvětné modlitby sv. Ludvíka.
Stejným tématem se stručněji zabývá jiný spis sv. Ludvíka Tajemství Mariino, chápání růžence, naznačené i v Pravé mariánské úctě světec rozvinul ve spise Tajemství svatého růžence.

## Obsah
Prvních asi devadesát stran textu v rukopise chybí, z odkazů v následujících částech však lze vyvodit, že se vztahovaly k duchovním cvičením přípravné fáze zasvěcení, totiž ke „zbavování se ducha světa“ (ve smyslu 1Kor 2, 12 (Kral, ČEP)). Dochovaná část knihy však tvoří uzavřený celek.
V první kapitole první části se sv. Ludvík zabývá úlohou Panny Marie ve spáse světa, v životě Ježíše Krista i v duchovním životě všech křesťanů a dokazuje nezbytnost mariánské úcty pro křesťanský život, přičemž nešetří polemikami s protestantismem (který mariánskou úctu odmítá úplně) a jansenismem (který v chápání sv. Ludvíka varoval před tím, aby mariánská úcta nenarušila úctu k Ježíši Kristu). V druhé kapitole se zabývá podmínkami správné mariánské úcty a některými chybami, kterých se mariánští ctitelé dopouštějí – posuzovačností (arogantní kritika vnějších projevů mariánské úcty), úzkostlivosti (strach, aby úcta k Panně Marii nevedla ke zmenšení úcty ke Kristu), vnějškovosti, opovážlivosti (přesvědčení, že úctu k Panně Marii není nutno spojovat se ctnostným životem), nestálosti, pokrytectví a zištnosti. Zdůrazňuje, že mariánská úcta především musí vést ke Kristu, musí být bezpodmínečná („otrocká“, v překladu F. M. A. Stajnera „nevolnická“), musí vést ke „každodennímu umírání“ (ve smyslu 1Kor 15, 31 (Kral, ČEP)), musí být „niterná, něžná, svatá, vytrvalá a nezištná“, doporučuje také některé modlitby a úkony zbožnosti, které k této úctě vedou, obzvláště růženec (kterému sv. Ludvík věnoval jinou svou knihu, Tajemství svatého růžence).
Druhá část se zabývá konkrétní praxí dokonalé mariánské úcty, kterou sv. Ludvík vytváří – je to dokonalé zasvěcení a oddání se Panně Marii (přesněji řečeno Ježíši Kristu skrze Pannu Marii) v „otroctví lásky“ (v překladu F. M. A. Stajnera „nevolnictví“, v originále esclavage). Popisuje výhody tohoto zasvěcení, způsob, jakým má být vykonáno (třiatřicetidenní příprava složená z duchovní četby, modliteb a rozjímání, završená zvláštní zásvětnou modlitbou ve formě smlouvy, zpovědí a sv. přijímáním), a vysvětluje jej také alegorickým výkladem biblického příběhu o Rebece a Jákobovi. Ukazuje také obdoby svého pojetí mariánské úcty v křesťanské tradici.
Vnější úkony mariánské úcty v pojetí sv. Ludvíka spočívají především v každodenní modlitbě Korunky Panny Marie, časté modlitby růžence, Zdrávas Maria a Magnificat, úctě k tajemství Zvěstování Panny Marie a pohrdání světem, případně také v nošení kovových řetízků k připomínce „otroctví lásky“, vnitřní úkony spočívají v tom, že zasvěcenec koná všechno „skrze Marii, s Marií, v Marii a pro Marii“.
Jako dodatek je ke knize také připojena zvláštní modlitba k sv. přijímání v duchu mariánské úcty, a rozsáhlá modlitba k Duchu svatému „za apoštoly posledních dní“, tedy za to, aby pravá mariánská úcta dala vyrůst mnoha velkým světcům a bojovníkům za katolickou víru.

## Česká vydání
- O pravé pobožnosti k Panně Marii, přeložil Otto Albert Tichý, Stará Říše, A. L. Stříž, Praha, 1916, 1922 a 1936, Družstvo Vlast, Praha, 1948
- Dokonalé zasvěcení přesvaté Panně Marii, Královně srdcí, přeložil Antonín Stříž a Václav Mansfeld, Ladislav Kuncíř, Praha, 1931
- O pravé oddanosti k Panně Marii, překlad O. A. Tichého upravili J. Friedl a M. Kočí, Olomouc, Matice cyrilometodějská, 1992 (tato varianta vycházela také na pokračování v časopise brněnských dominikánů Rosa Mystica)
- O pravé mariánské úctě, přeložil Filip Maria Antonín Stajner, Olomouc, Matice cyrilometodějská, 1997 a 2011